# Beaucourt-sur-l'Ancre
Beaucourt-sur-l'Ancre är en kommun i departementet Somme i regionen Hauts-de-France i norra Frankrike. Kommunen ligger i kantonen Albert som tillhör arrondissementet Péronne. År 2022 hade Beaucourt-sur-l'Ancre 89 invånare.

## Befolkningsutveckling
Antalet invånare i kommunen Beaucourt-sur-l'Ancre
| Referens: INSEE |